# Výplata kdykoliv
Výplata kdykoliv (v zahraničí známá jako earned wage access (EWA), nebo také instant pay, early wage access) je v mzdovém účetnictví oficiálně známá jako záloha na mzdu.
Výplata kdykoliv je finanční služba pro zaměstnance, kteří tímto získají přístup k jejich vydělané mzdě před termínem jejího řádného vyplacení.
Poskytování výplaty kdykoliv představuje etické řešení poptávky po krátkodobých půjčkách, jelikož nejde o půjčku s úrokem, ale o přístup ke mzdě na kterou již vznikl zaměstnanci u zaměstnavatele nárok.
Mnoho velkých zaměstnavatelů v USA, jako Walmart a McDonald's, tuto službu již nabízí.